# 시마부쿠로 미츠토시
시마부쿠로 미츠토시(일본어: 島袋光年 시마부쿠로 미쓰토시[*], 1975년 5월 19일~)는 일본의 만화가이다. 오키나와현 나하시 출신. 별칭은 '시마부(しまぶー)'.
1996년 《주간 소년 점프》에서 만화가 데뷔했다. 이곳에서 연재한 《세기말 리더 전 타게시!》(世紀末リーダー伝たけし!)의 대인기에 힘입어 소학관만화상 아동부문에서 수상했다.
2002년 8월 7일 인터넷 만남 사이트에서 접촉한 16세 여고생에게 7만엔을 건내주고 원조교제(매춘행위)를 함으로써 가나가와현 아동매춘금지법 위반으로 체포되었다. 그 결과 연재되고 있던 《타케시》는 미완으로서 연재중지되었으며 체포당월에서 다음달 발매예정이던 최신 단행본은 발매중지가 되었다. 그나마도 기간(既刊)마저 절판되었다.
동년 8월 28일 기소되어 29일 위의 여고생 외 다른 16세 여고생 2인에 대한 매춘혐의로 아동매춘금지법 위반으로 재체포되었다. 동년 10월 29일 요코하마 지방재판소에서 징역 2년 및 집행유예 4년을 판결받았다.
2004년 《슈퍼 점프》에서 《RING》을 연재함으로써 복귀한다. 절판되었던 《타케시》는 와이드판으로서 복간되었다. 그리고 2005년 6월 발매된 《슈퍼 점프》에서 《세기말 리더 전 타케시! 완결편》이 연재 개시되었다. 완결은 동년 11월에 보았다.
2007년 《아카마루 점프》 및 《주간 소년 점프》에서 단편 게재를 거쳐 《주간 소년 점프》에서 2008년 25호부터 2016년 51호까지 《토리코》를 8년 반 동안 연재했다. 동작은 2011년 후지테레비에서 애니메이션화되었다.